# Tipulodina luzonica
Tipulodina luzonica är en tvåvingeart som beskrevs av Alexander 1925. Tipulodina luzonica ingår i släktet Tipulodina och familjen storharkrankar. Inga underarter finns listade i Catalogue of Life.